# Lista volumelor publicate în Colecția În jurul lumii
Aceasta este o listă a volumelor publicate în Colecția „În jurul lumii”, de la Editura Tineretului. În această colecție de non-ficțiune au fost publicate biografii, jurnale (de călătorie), memorii, eseuri.

## Lista
| Autor(i)                              | Titlu                                                                             | Titlu original                            | Traducător(i)                        | Data apariției | Note / Ref.             |
| ------------------------------------- | --------------------------------------------------------------------------------- | ----------------------------------------- | ------------------------------------ | -------------- | ----------------------- |
| V. Em. Galan                          | Mesajul lui U Iun-Tuo                                                             | -                                         | -                                    | 1955           | [ 2 ]                   |
| Geo Bogza                             | Meridiane sovietice                                                               | -                                         | -                                    | 1956           | [ 3 ]                   |
| Gheorghi Gulia                        | În țara lui Jan Hus                                                               | -                                         | E. Mihail și Alina Mirea             | 1956           | [ 4 ]                   |
| Toma George Maiorescu                 | Călătorie prin vreme                                                              | -                                         | -                                    | 1956           | [ 5 ]                   |
| Ludwig Askenazy                       | Primăvara germană                                                                 | -                                         | -                                    | 1957           | [ 6 ]                   |
| Horia Deleanu                         | Orase și teatre. Germania-Italia '57                                              | -                                         | -                                    | 1958           | [ 7 ]                   |
| Boris Polevoi                         | Impresii din America. Însemnări dintr-o călătorie în S.U.A.                       | Американские дневники                     | Eman. Cerbu și Igor Block            | 1958           | [ 8 ]                   |
| Mînzu Radian                          | Itinerar coreean                                                                  | -                                         | -                                    | 1958           | [ 9 ]                   |
| Raymond Maufrais                      | Aventuri la Matto Grosso                                                          | Aventures au Matto Grosso                 | Ștefănescu Medeleni, Paul B. Marian  | 1958           | [ 10 ]                  |
| Nicolae Moraru                        | În lumea contrastelor                                                             | -                                         | -                                    | 1958           | [ 11 ]                  |
| S. Obrazțov                           | Londra                                                                            | -                                         | Vladimir Cogan                       | 1958           | [ 12 ]                  |
| Dumitru Corbea                        | De peste țări și mări                                                             | -                                         | -                                    | 1959           | [ 13 ]                  |
| Virgil Dănciulescu                    | Prieteni de departe. Însemnări dintr-o călătorie în R.D.Vietnam                   | -                                         | -                                    | 1959           | [ 14 ]                  |
| Raja Nicolau                          | Străbătînd India. Note de drum                                                    | -                                         | -                                    | 1959           | [ 15 ]                  |
| Dumitru Corbea                        | De peste țări și mări                                                             | -                                         | -                                    | 1960           | Ediția a II-a, adăugită |
| Egon Erwin Kisch                      | Salt la Antipozi                                                                  |                                           | Camil Clarus                         | 1960           | [ 17 ]                  |
| N. N. Mihailov                        | De la Polul Nord la Polul Sud                                                     |                                           | N. Moroșanu                          | 1960           | [ 18 ] [ 19 ]           |
| Russe Nedelea, Al. Gîrneață (red.)    | Sub cerul Indoneziei. Note de drum din țara celor 3000 de insule                  |                                           |                                      | 1960           | [ 20 ]                  |
| Horia Stancu                          | Călătorind prin țările nordului. Finlanda, Suedia, Danemarca și Islanda           | -                                         | -                                    | 1960           | [ 21 ]                  |
| Ioan Grigorescu                       | Pasărea Fenix - Doi ani în Polonia Populară                                       | -                                         | -                                    | 1961           | [ 22 ]                  |
| Al. Șiperco                           | Note de drum din Suedia, Franța, Italia și Mexic                                  | -                                         | -                                    | 1961           | [ 23 ]                  |
| Demostene Botez                       | Prin U.R.S.S.                                                                     | -                                         | -                                    | 1962           | [ 24 ]                  |
| Wilfred Burchett                      | Corespondent în U.R.S.S.                                                          | -                                         | Petru Comarnescu                     | 1962           | [ 25 ]                  |
| Boris Buzilă                          | În întîmpinarea soarelui. Note de drum din R.P. Mongolă                           | -                                         | -                                    | 1962           | [ 26 ]                  |
| Dumitru Popescu                       | Impresii de călător - prin Egipt, Irak, Cuba                                      | -                                         | -                                    | 1962           | [ 27 ]                  |
| Harry Sichrovsky                      | India își șterge lacrimile. Țară veche pe făgaș nou                               | Indien trocknet seine Tränen              | Mihai Izbășescu                      | 1962           | [ 29 ]                  |
| Alexandra Sidorovici și Silviu Brucan | America văzută de aproape                                                         | -                                         | -                                    | 1962           | [ 30 ]                  |
| K. Simonov                            | Note de drum din Japonia                                                          | «Япония. 46» (путевой дневник)            | Mihail Leicand                       | 1962           | [ 31 ]                  |
| Ioan Grigorescu                       | Cocteil Babilon. Reportaj din America                                             | -                                         | -                                    | 1963           | [ 32 ]                  |
| Artur Lundkvist                       | Continentul vulcanic. O călătorie prin America de Sud                             | Vulkanisk kontinent                       | Constantin Gidei, Pericle Martinescu | 1963           | [ 33 ]                  |
| Eugen Pop                             | Bate tam-tam-ul pe Niger                                                          | -                                         | -                                    | 1963           | [ 34 ]                  |
| Al. Șiperco                           | Prin Grecia                                                                       | -                                         | -                                    | 1963           | [ 35 ]                  |
| Andrzej Urbańczyk                     | Cu pluta pe Baltica                                                               | Tratwą przez Bałtyk                       | Olga Bușneag, Jadwiga Georgian       | 1963           | [ 36 ]                  |
| Bengt Danielsson                      | Insulele pierdute                                                                 | Villervalle i Söderhavet                  | Gellu Naum și Const. A. Gidei        | 1964           | [ 37 ]                  |
| Ioan Grigorescu                       | Zigzag pe Mapamond                                                                | -                                         | -                                    | 1964           | [ 38 ]                  |
| Vasile Nicorovici                     | Între Riga și Irkutsk. 30 000 de kilometri prin Uniunea Sovietică                 | -                                         | -                                    | 1964           | [ 39 ]                  |
| L. Sărățeanu                          | Acasă la.... Popas la cîțiva prieteni ai tuturor generațiilor                     | -                                         | -                                    | 1964           | [ 40 ]                  |
| Vasile Tudor                          | Prin arhipelagul nipon                                                            | -                                         | -                                    | 1964           | [ 41 ]                  |
| Jean Villain                          | Și astfel zămisli Dumnezeu Apartheidul - Șase mii de kilometri prin Africa de Sud | -                                         | Oscar Lemnaru                        | 1964           | [ 42 ]                  |
| Sorin Ciulli, Mihai Tunaru            | Corturi în Pamir                                                                  | -                                         | -                                    | 1965           | [ 43 ]                  |
| Horia Liman                           | Patetica. Germania - ieri și azi                                                  | -                                         | -                                    | 1965           | [ 44 ]                  |
| Dumitru Popescu                       | Drumuri europene...                                                               | -                                         | -                                    | 1962           | [ 45 ]                  |
| Victor Bîrlădeanu                     | De la Dunăre la Adriatica. Itinerar iugoslav                                      | -                                         | -                                    | 1966           | [ 46 ]                  |
| Toma George Maiorescu                 | Zeii desculți. 199 de zile și nopți în secvențe intercontinentale                 | -                                         | -                                    | 1966           | [ 47 ]                  |
| Francisc Păcurariu                    | Schițe pentru un portret al Americii latine                                       | -                                         | -                                    | 1966           | [ 48 ]                  |
| André Chamson                         | Mica odisee                                                                       | La Petite Odyssée                         | Leon Sărățeanu                       | 1967           | [ 50 ]                  |
| Jan Myrdal                            | La răspîntia civilizațiilor                                                       | Kulturers korsväg                         | Const. A. Gadei                      | 1967           | [ 51 ]                  |
| John Steinbeck                        | Eu și Charley descoperim America                                                  | Travels with Charley in Search of America | Teodora Sadoveanu                    | 1967           | [ 52 ]                  |
| Victor Torynopol                      | Franța în patru anotimpuri. Jurnal de călător                                     | -                                         | -                                    | 1967           | [ 53 ]                  |
| Darie Novăceanu                       | Noaptea, pe drumurile Italiei                                                     | -                                         | -                                    | 1968           | [ 54 ]                  |

## Legături externe
- Colecția În jurul lumii, printrecarti.ro
- Colecția În jurul lumii, targulcartii.ro